# Кораб
Вижте пояснителната страница за други значения на Кораб.
 Тази статия е за плавателното средство.  За планината вижте Кораб (планина).  За други значения вижте Кораб (пояснение).
Корабът е голям плавателен съд, който се използва за различни дейности, като например превоз на хора и стоки, риболов, забавления, обществена безопасност и военни действия.

## История

### Праистория и древност
Първата крачка в преминаването на водни препятствия човекът е правел с помощта на дънери, клони от дървета и тръстики, но все още нищо от тези не можело да се нарече кораб. Тези плаващи предмети се носели по водата и така отначало се движели хората, докато един ден не осъзнали, че могат чрез гребане да задвижват и насочват своите „кораби“.
Постепенно първобитните хора открили, че кухите дървесни стволове плават по-добре от случайните дънери във водата и започнали с помощта на огъня и каменни сечива да правят лодки, които все още не са кораби. По-късно правели навеси, пейка, борд. За да не залива водата палубата, се родило хрумването за по-големи лодки, вече кораби, които имали кил. Той бил измислен и внедрен, след като много пъти лодките се обръщали в по дълбоки и бурни води. Така в IV век се появила триремата и биремата, като и двата били използвани от римляните и гърците. Те събирали 200 до 300 души и били както военни, така и търговски. Такива кораби се ползвали до XV век, след което вече се овладяло ветроходството и се строяли неф и ког.

### Ренесанс
В началото на Ренесанса се зараждат два основни типа многомачтови кораби, годни за продължителни океански преходи – карака и каравела. С каравели плавали знаменитите португалски мореплаватели Нуньо Триштан, Алвизе Кадамосто, Диого Као, Фернандо По и Бартоломео Диаш. Много историци правят грешка, твърдейки, че великият генуезец Христофор Колумб е преплавал океана с „малко паянтово корабче“ – каравела. Времето не е запазило чертежите и рисунките от кораба на Колумб „Санта Мария“. По-вероятно е той да е принадлежал към караките, но в никакъв случай не към каравелите.
При завладяването на страните на Новия свят испанските конквистадори безпощадно ограбвали и избивали местните туземци със стотици хиляди, а награбеното злато, сребро, изумруди, индиго, тютюн и захар товарели на галеони. Последните представлявали големи сухо-товарни кораби със стъкмяване с прави ветрила. Водоизместимостта им не била по-голяма от 700 тона, дължината на целия кораб над водата достигала до 50 m (по-дълги от караките), широчината – до 15 m, а височина на гротмачтата – до 40 m.
Нерядко испанците изпадали в „гигантомания“, като строели галеони с огромни за онези времена размери, като например галеона „Сантисима Тринидад“ с водоизместимост, надхвърляща 2000 тона. Тъй като по онова време в Испания все още не съществуват закони за ограничаване на допустимото газене и надводен борд на корабите, стотици галеони, неустойчиви и претоварени, не достигат бреговете на Европа.
В началото на 17 век в борбата за господство на нови морски търговски пътища се намесили Англия, Франция и Нидерландия. Търговският флот на Нидерландия наброявал почти 10 хиляди кораба, като най-разпространените сред тях били флейт, галиот, коф, филва, буер, еверс, кет, гукер. Флейтът бил много удобен за плаване покрай бреговете на Северна Европа, тъй като малкото му газене позволявало да влиза и в устията на реките. Той имал три мачти с прави ветрила на фокмачтата и гротмачтата и едно скосено ветрило на бизанмачтата.
От средата на XVIII век корабостроенето започва да се развива с бързи темпове. Появяват се африкански шебеки, венециански трабаколи и буси, гръцки скафи и сакалеви, турски кочерми, маковни и фелуки, английски бертони, френски полакри и баленери, сарацински хебари, многобройни маони, догери, шняви, паландри, марсиляни и още много други.
В края на XVIII век любими кораби на фламандските и френските контрабандисти („морски ловци“) станали люгерите. Люгерът е тримачтов кораб със скосени ветрила, който при силен вятър може да достига скорост от 15 възела. Люгерите били използвани и по времето на Наполеоновите войни в състава на военните флоти.

### Специализация и модернизация
През първата половина на XVIII век френският флот започва да разработва нов тип боен кораб, известен като „кораб на линията“, включващ 74 оръдия. Именно този кораб става шаблонът, по който се строят впоследствие всички европейски флотилии. Тези кораби са били около 56 m дълги и са имали екипаж от около 800 моряци и войници. За строителството им са били необходими 2800 дъбови дървета и около 40 km въже.
Корабният дизайн остава сравнително непроменен през XIX век. Индустриалната революция, новите механични методи за задвижване, както и способността за изграждане на кораби от метал предизвика експлозия в корабостроенето. Започват да се появяват специализирани кораби, построени изцяло за нови функции, като за гасене на пожари, спасяване, и за научноизследователска дейност.

### Днес
През 2007 г. световният флот включва 34 882 търговски плавателни съда (с брутен тонаж над 1000 тона), в размер на 1,04 млрд. тона.
През 2002 г. в света са оперирали 1240 военни кораба, без да броим малките плавателни съдове, като патрулни катери. Флотилията на Съединените щати е възлизала на 3 млн. тона, на Русия – 1,35 млн. тона, на Обединеното кралство – 504,66 тона а на Китай – 402,83 тона.
Размерът на световния риболовен флот е по-трудно да се определи. Според Организацията по прехрана и земеделие, за 2004 г. 4 млн. риболовни плавателни съда са били действащи по целия свят. В същото проучване се споменава, че за същата година 29 млн. рибари в света са хванали около 85,8 мегатона риба и миди.

## Измерване
След втората половина на XIX век, поради липсата на правила за ограничаване на минималния надводен борд или газенето на плавателните съдове, броят на корабите, които потъват или изчезват безследно нараства непрекъснато. В периода между 1850 и 1866 г. четири големи английски парахода тръгват и не достигат до крайното пристанище. Това са: „City of Glasgow“ (с 480 пътници на борда), „Пасифик“ (с 141 пътници и 45 членове екипаж на борда), „Tempest“ (с 150 души на борда) и „Лондон“ (с 239 души на борда). И тъй като „Лондон“ бил гордостта на целия търговски флот на Великобритания и е бил считан за образец на корабостроенето по онова време, здравите умове от британската нация сметнали, че е крайно време да се предприеме нещо.
Смята се, че пръв предприел това „нещо“ Джеймс Хол, като повдигнал в парламента въпроса за претоварването на английските кораби. Самуел Плимсол, член на парламента, осъзнал бедата и наел няколко инженера да изведат проста формула за определяне на местоположението на странична линия, поставена върху борда на кораба, която при достигане до повърхността на водата по време на товаренето му да сигнализира, че е достигнато крайното безопасно тегло на натоварване и съответно – на потапяне във водата.
Тази линия, наречена „товарна марка“ или диск на Плимсол (на английски: Plimsoll Line), съществува отстрани на корабите, и се състои от кръг с водоравна черта, минаваща през центъра на кръга. В района на Големите езера в Северна Америка кръгът се заменя с диамант. Тъй като в различните морски райони водата има различна плътност, последващите законодателни разпоредби изискват боядисването на сноп от подобни черти за означаване на товарната безопасна дълбочина, до която всеки кораб може да бъде натоварен във води с различна плътност.
В наши дни действа международен договор, уреждащ този въпрос – Международната конвенция за товарните водолинии, подписана в Лондон на 5 април 1966 г. от представителите на 54 страни. Нейните правила влизат в сила през 1968 г. За Република България е в сила от 30 март 1969 г. Съгласно тази конвенция измерването на претоварването трябва да е еднакво от двете страни на кораба. Също така всички морета и океани са разделени на морски райони, в които през цялата година действа една „товарна марка“ – лятна или тропическа.

## Разновидности
Корабите могат да бъдат разделени по предназначение, размери, начин на задвижване, район на плаване и др. признаци.
Според предназначението си корабите биват търговски, риболовни, военни и с особено предназначение – специални. Търговските от своя страна се делят на пътнически и товарни, а товарните според вида на товара – на кораби за насипни товари, за течни товари (танкери), за контейнери (контейнеровози) и за превоз на транспортни средства (фериботи, ро-ро кораби), както и смесени (напр. товаро-пътнически). Примери за специални кораби са спасителни, влекачи, научноизследователски, учебни, поддържащи. По-малките плавателни съдове се наричат катери, лодки и яхти, но в някои отношения не могат да бъдат разделени от корабите.

### Ветроходни кораби
Ветроходният кораб е такъв кораб, който използва за придвижване силата на вятъра чрез ветрила (ветрила).
Въпреки че използването на вятъра е един от най-древните начини за задвижване на плавателен съд (наред с греблата), върховият си разцвет ветроходите достигат през XVIII век, след залеза на гребно-ветроходните кораби и преди масовото навлизане на парната машина в корабоплаването.
Има много различни видове ветроходни кораби, но всички те имат някои основни общи неща. Всеки кораб с ветрила притежава: корпус, такелаж, и най-малко една мачта, която да държи ветрилата, необходими за задвижване на кораба. Такелажът включва въжетата и макарите на даден ветроход, служещи за различни цели: прибиране и спускане на ветрилата, изграждане на вантите, спускане и вдигане на лодките и др.
Пътуването с ветроходен кораб из океана може да отнеме много месеци, също така има риск кораба да попадне в безветрие, или да се придвижи в нежелана посока от силни бури и ветрове. Последните също така могат да доведат до корабокрушение, и загубата на целия екипаж.
Ветроходните кораби могат да пренасят само определено количество товар в трюма, поради което екипажа трябва много внимателно да планира дългите пътувания, така че те да включват няколко спирания за зареждане с провизии и прясна вода.
В зависимост от такелажа и мачтите ветроходните кораби са разделени в две категории: големи и малки ветроходни кораби.
- Големи ветроходни кораби – притежават две, три или повече мачти. Мачтите, от носа към кърмата се именуват както следва: фокмачта (предна носова мачта), гротмачта (голямата средна мачта), бизан мачта или просто „фок“, „грот“, „бизан“. Ако ветроходът има повече от 3 мачти първата и последната са фок и бизан и всички мачти между тях са съответно първа гротмачта, втора гротмачта и т.н. Ако кораба има само 2 мачти то те са фок и грот (за разлика от грот и бизан при малките ветроходни кораби с две мачти, което е и една от характеристиките, по която ветроходните кораби се разделят на големи и малки).

Основни представители на този вид ветроходи са:
- - Фрегата – имаща най-малко три мачти с право (правоъгълно или трапецовидно) ветрило на всяка една мачта.
  - Барк – с три до пет мачти, прави ветрила на всички мачти, и коси на най-задната бизанмачта.
  - Бриг – кораб, имащ две мачти с прави ветрила.
  - Шхуна – притежава най-малко две мачти с коси (триъгълни) ветрила на всяка една мачта.
  - Баркентина – шхуна-барк, кораб с най-малко три мачти, с квадратни ветрила на фока и коси ветрила на всички останали.
  - Бригантина – шхуна-бриг, кораб с две мачти, с прави ветрила на фока и коси ветрила на главната мачта.

- Малки ветроходни кораби – могат да имат две или една мачти, които се наричат (считано от носа към кърмата) гротмачта и бизанмачта. Факта, че мачтите при малките ветроходни кораби започват от грот (няма фок) отразява и главната разлика между голям ветроходен кораб с две мачти (виж по-горе) и малък двумачтов ветроходен кораб, а именно, че при малките кораби предната мачта е най-висока докато при големите предната мачта е по-малка от втората.

Основни типове малки ветроходни кораби според броя и разположението на мачтите, и според конфигурацията на ветрилата („въоръжение“) са:
- - Кеч – кораб с две мачти – грот и бизан. Ветрилата варират като брой и тип, грот мачтата носи 75 – 85% от общата ветрилна площ.
  - Йол – кораб с две мачти, задната е значително по-ниска и е изнесена назад по посока на кърмата зад оста на руля. Ветрилото на бизана е не повече от 10% от общата ветрилна площ на йола.
  - Шлюп – кораб с една мачта (грот) и 2 ветрила – грот и стаксел.
  - Тендер – кораб с една мачта (грот) и три ветрила – грот и два стаксела (стаксел и кливер). Друго наименование – кутер (от англ. „cutter“, което е и прототип на днешното „катер“).
  - Кет – кораб с една мачта и едно ветрило. Мачтата е изнесена силно в посока към носа на кораба и наклонена назад. Съвременните кетовете са най-често малки едноместни състезателни лодки.

Всички ветроходи, освен основното ветрилно въоръжение, както е описано по-горе, могат да носят и допълнителни ветрила (спинакер), както и щормови ветрила.

### Търговски кораби
Търговските кораби могат да бъдат разделени в три основни категории: товарни кораби, пътнически кораби, и такива със специално предназначение.
Товарните кораби се използват за транспортиране на сухи и течни товари.
Пътническите кораби варират по размер от малки речни фериботи до много големи круизни кораби. Този тип кораби включва фериботи, океанските лайнери, които превозват пътници от едно място до друго, както и круизни кораби с развлекателни дейности на борда, при които превозваните пътници, след посещаване на няколко места, биват най-често върнати обратно на пристанището от където са тръгнали.
Круизната индустрия е най-бързо развиващият се сегмент от пътническата и туристическата индустрия, и по данни на Международната Круизна Асоциация (на английски: Cruise Lines International Association) от 1970 г. до 1999 г. се отбелязва ръст с повече от 1000 %.
Съвременните круизни кораби могат да превозват над 5000 пътници и екипаж. Много от тях притежават няколко открити и закрити басейна, спа център, площадки за деца и възрастни, стена за планинско катерене, ледена пързалка, парк за сърф, казино, мини голф игрище, зимна градина, няколко просторни палуби, пищни обществени зони, екстравагантни стаи за хранене, конферентни зали, кина, театри, клубове, и дори планетариум.
В зависимост от круизния маршрут, продължителността на круиза за пътниците може да варира от 1 до 17 дни, но за персонала плавателното средство е дом в продължение на 3 до 10 месеца.
Един от най-красивите, най-луксозни и най-големи круизни кораби в света е “Oasis of the Seas„. Гигантът достига на дължина 362 m, а височината му е 73 m. Теглото му е 220 000 тона. Може да превозва около 5400 пътници и 2000 служители. Цената му надхвърля един милиард долара. Благодарение на двата си огромни двигателя „Wartsila V12“, всеки с мощност 17 500 к.с., съоръжението може да се движи със скорост от 20,5 морски възела. Круизният кораб е разделен на седем малки квартала, всеки с коренно различна обстановка, съобразена с предпочитанията на различните типове хора. Също така лайнерът разполага с 16 пътнически палуби и 2700 каюти.

### Военноморски кораби
Военноморските кораби представляват бойни кораби, които се използват от военноморските сили за водене на военни действия по вода, както и за отбрана на бреговата ивица. Съвременните военноморски плавателни съдове могат да бъдат разделени в три категории: надводни (например самолетоносачи, разрушители, фрегати, корвети, и др.), подводни (подводници) и спомагателни бойни кораби.

#### Самолетоносачи
Самолетоносачът е най-големият военен кораб от всички построени. Основната му ударна сила е палубната авиация. Той разполага с полетна палуба и други средства за обезпечаване излитането и кацането на самолети от различен клас, разполага с хангари за съхранение, технически средства за техническо обслужване и ремонт на авиотехниката, средства за управление и обезпечаване на полетите.
Съвременният самолетоносач има на борда си няколко десетки самолета, в числото на които могат да влизат изтребители, атакуващи самолети, прехващачи, самолети за далечно радарно наблюдение и управление, самолети за борба с подводници, разузнавателни и самолети за радио-електронна борба. Заедно с тях, самолетоносачите разполагат с група вертолети, които представляват сами по себе си спасителни, разузнавателни, за борба с подводници и транспортни машини. Също така съвременния самолетоносач разполага с мощна енергетична установка, огромен запас от авиационно гориво и въоръжение, което от своя страна позволява значително време за действия, далеч от своите брегове.
Основните задачите на самолетоносача са: противовъздушна отбрана на морските съединения в поход, противоподводна отбрана на морските съединения, въздушна поддръжка на сухопътните войски в крайбрежната зона, унищожаване на противовъздушната отбрана на противника, обезпечение на завоюваното въздушно превъзходство в определен район, и унищожаване на военноморските части на противника.

#### Миноносци
Миноносците представляват многоцелеви, бързи и маневрени военни кораби предназначени за борба с торпедни катери, подводници и самолети, както и за отбрана и ескорт на съединения от кораби и конвои. Също така се използват за разузнаване, патрулиране, артилерийска поддръжка при десантни операции и за поставяне на минни заграждения.
Основната цел на миноносеца преди Първата световна война е била извършване на атака с торпеда срещу основните сили на флотата на противника, а преди Втората световна война – продължителни океански операции без поддръжка. В началото на 21 век, миноносците са най-тежките надводни бойни кораби на въоръжение.

#### Фрегати
Фрегата е тримачтов боен кораб. През 18 век те са били най-здравите кораби, които в морска битка са били на първия ред. Използвал се е като разузнавателен кораб за ескадра от линейни кораби, като конвоиращ кораб и за нападения над вражески търговски кораби. През 19 век бронираната с железни или стоманени пластини фрегата е била най-опасният по море кораб. В днешно време фрегатите се използват, за да пазят други военни или търговски кораби, най-вече в борбата с подводниците.

#### Корвети
Корветата е вид малък боен кораб, възникнал през 18 век. Има задачи сходни с тези на фрегатите. За разлика от тях обаче всичките им оръдия са разположени на открито на палубата. Поради високата си скорост и маневреност се използвали за куриерски и разузнавателни цели. Много пирати са плавали на корвети.

#### Подводници
Подводницата е специализиран плавателен съд, който може да плава под вода. Съществуват два основни вида подводници: дизело-електрически и атомни. И двата вида се задвижват чрез електродвигател, който в първия случай се захранва с ток от дизелов генератор и акумулатори, а във втория – от атомен реактор.
Първата подводница с метален корпус – „Наутилус“, е изработена от американеца Робърт Фултън през 1798 г. Това е и името, дадено на подводницата на капитан Немо от романа „Двадесет хиляди левги под водата“ (Жул Верн, 1870 г.) и на първата атомна подводница, пусната във вода през 1954 г.

#### Спомагателни бойни кораби
Спомагателните кораби са военноморски кораби, които са проектирани да работят в помощ на основните бойни кораби, както и за специални военноморски операции. Те са изключително важни за всеки друг вид военноморски кораби, тъй като без тях флотилията не може да бъде ефективна. Състава и големината на тези спомагателни флоти варира в зависимост от естеството на всеки флот и основната му мисия. Малките крайбрежни флоти са склонни да имат по-малки помощни кораби, които се фокусират предимно върху крайбрежните райони. По-големите военноморски сили са склонни да имат големи спомагателни флоти, предназначени да осигурят подкрепа далеч извън териториалните води.
Начело със самолетоносачите, спомагателните кораби формират ударни групи, които осигуряват бърза концентрация на военна сила, в която и да е точка на Световния океан.

### Риболовни кораби
Риболовните кораби се използват за улов на риба в море, езеро или река. Много различни видове плавателни съдове се използват за търговски, занаятчийски или любителски риболов.
Най-старите рибарски лодки, открити при археологически разкопки представляват канута от издълбан дънер, датиращи от периода на неолита, от преди около 7000 – 9000 години. Тези ранни плавателни съдове са могли да плуват и да се движат добре по вода, но не са били подходящи за големи разстояния, далеч от бреговата линия.
През 15 век, холандците разработили вид морски плавателни рибарски лодки, с които ловели херинга. Те били дълги около 20 m с водоизместимост между 60 и 100 тона. Уловът понякога бил прехвърлян на специални кораби, наричани „Ventjagers“.

## Задвижване
Задвижването на кораба може да става с гребла, ветрила и двигателен комплекс. Двигателите биват с вътрешно горене, парни и електрически (като електричеството се произвежда от генератор с вътрешно горене или ядрен реактор). Изработваната от двигателя енергия обикновено се предава като въртеливо движение на вал и след това се преобразува от движител, за да се получи полезна тяга, приложена към кораба. Типични движители са гребният винт и гребното колело. Съвременните кораби най-често се задвижват чрез дизелов двигател с вътрешно горене и гребен винт.

## Устройство
Съвременният кораб обикновено се състои от корпус и надстройка. Корпусът частично е потопен във водата и затова е изработен като непроницаема кутия. Тя има скелет от профили (греди) и обшивка (външната повърхност). Материалът, от който се изработва корпусът, може да бъде дърво, стомана, алуминий или стъклопласт. Съществува голямо разнообразие от форми на корпусите, има и кораби с два и три корпуса, наречени съответно катамарани и тримарани. Корпусът е разделен на части – отсеци – с цел да се запази плавателната му способност при пробиване на обшивката. Обикновено в най-задния отсек са монтирани двигателите, а по-предните отсеци при товарните кораби са товарни помещения. В задната част на корпуса излизат валовете с гребните винтове и са монтирани рулите за управление на посоката на движение. В предната част се намира котвено устройство с една или две котви.
Надстройката е разположена над корпуса и покрива само част от него. В нея са поместени мостикът т.е. пунктът за управление на кораба, жилищните каюти на екипажа (и пътниците – на пътнически кораб) и спасителните средства. В средата на надстройката има мачта – вертикална греда, на която са закрепени сигнални светлини, антени и др. На някои кораби има повече мачти, към тях са монтирани товарни стрели и т.н.
Съществува голямо разнообразие от кораби с различно предназначение и от различни модели. Съответно тяхното устройство може да бъде различно – например на ветроходните кораби има по няколко мачти и на тях са закрепени различни типове ветрила. На военните кораби има оръжейни системи. Всички кораби трябва да притежават някои основни качества: плавателност, устойчивост, мореходност, маневреност, товаровместимост и автономност.

## Пиратски кораб
Пиратският кораб е частен кораб, който се управлява от лица (пирати) с лични цели, извършващи определен вид акт на насилие, задържане или грабеж.
Ако неправомерните действия се извършват с държавен кораб това е акт на държавен тероризъм, а ако са извършени с частен кораб с политически цели – международен тероризъм. Кораб, който е станал пиратски може да запази националността си, понеже тя се определя от закона на държавата, която я е предоставила.

### Веселият Роджър
„Веселият Роджър“ (на английски: The Jolly Roger) е името на традиционния флаг на европейските и американските пирати. В наши дни обикновено се изобразява като череп над кръстосани бедрени кости на черно поле, въпреки че всъщност пиратските флагове са били доста разнообразни. Калико Джак и Томас Тю са използвали вариант с кръстосани саби, Едуард Тийч – скелет, държащ копие в едната си ръка и пясъчен часовник в другата, изправен до кървящо сърце.

### Борба с пиратството
Всички държави си сътрудничат максимално при преследване на пиратството в открито море или други райони извън юрисдикцията на която и да е държава. Всяка държава в открито море може да завземе пиратски кораб, да задържи намиращите се на борда лица и да завладее намиращото се на борда имущество. Съдебните органи на държавата, извършила завземането могат да решат какви наказания да се наложат.
Завземането в случай на пиратство може да се извършва само от военни кораби или от военни въздухоплавателни средства или други такива, които ясно са обозначени със знаци, че са на държавна служба и са упълномощени за това.
За борба с пиратството различни международни кораби, оборудвани с хеликоптери патрулират водите, където е съобщено за пиратска активност, но териториите са твърде обширни. Някои кораби са оборудвани с антипиратско снаряжение като звукови устройства, които изпращат ултразвукови вълни до целта, излъчвайки звук, толкова мощен, че спуква тъпанчетата на пиратите, при което те изпадат в шок и стават достатъчно дезориентирани, за да оставят оръжията си. Допълнителни мерки, които се използват срещу пиратите включват разполагане на безпилотни летателни апарати (на английски: Unmanned aerial vehicles) и дистанционно-управляеми лодки.